# Битва на Кейбл-стріт
Битва на Кейбл-Стріт (англ. Battle of Cable Street) — це серія зіткнень, які відбулися в кількох місцях в Іст-Енді, у неділю 4 жовтня 1936 року. Зіткнення відбулось між столичною поліцією, яка прибула для захисту маршу, між членами Британського союзу фашистів на чолі з Освальдом Мослі, та між антифашистськими демонстрантами, серед яких були профспілкові діячі, комуністи, анархісти, британські євреї, ґанґстери на чолі з Джеком Комером, соціалісти та гомосексуали.

## Передумова
Стало відомо, що Британський союз фашистів організовує марш в неділю 4 жовтня 1936 року, учасники якого будуть одягнені в чорні сорочки, а сам марш повинен пройти через Іст-Енд (район, в якому проживало багато євреїв). Марш мав початись поблизу Тауер-Хіллу, пройти через Лаймгаус, Боу, Майл-Енд, Бетнал-Грін і Шордіч, а по дорозі мала відбутись зустрічі з місцевими прихильниками Британського союзу фашистів.

## Події
Фашисти почали збиратися поблизу Тауер-Хіллу приблизно о 14:00.
Оцінки кількості антифашистських демонстрантів дуже різняться, але часто використовується число в 100 тис, яких зустріли 6 000–7 000 поліцейських (включаючи кінну поліцію), які намагалися розчистити дорогу, щоб марш, чисельністю 2 000–3 000 фашистів, міг продовжитись. Антифашистські групи побудували барикади, намагаючись не допустити проведення маршу. Основне протистояння відбулося навколо універмагу «Gardiner». Поліція намагалася розчистити шлях для маршу, але демонстранти відбивалися палицями, камінням та іншими саморобними засобами. Жінки в будинках уздовж вулиці кидали в поліцію сміття та помиї. Учасникам маршу довелось відступили до Гайд-парку, а антифашисти билися з поліцією. Близько 150 демонстрантів було заарештовано. Близько 175 людей отримали поранення, у тому числі поліцейські, жінки та діти. Зрештою, Мослі наказав чорносорочечникам відступити, поліція супроводжувала їх назад до центру Лондона.

## Наслідки

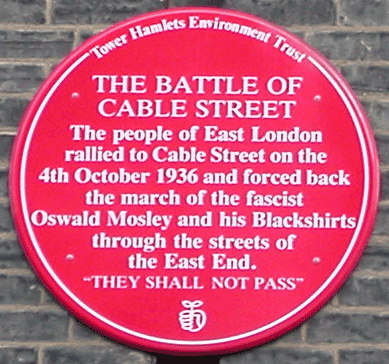
Пам'ятна дошка про битву на Кейбл-стріт

Внаслідок інциденту того ж року набув чинності закон, який вимагав дозволу поліції на проведення всіх політичних демонстрацій та забороняв їх учасникам носити будь-яку форму. Багато з заарештованих демонстрантів повідомили про жорстоке поводження поліції. Сучасні рухи «Антифа» часто цитують цю подію як «…момент, коли британський фашизм був рішуче переможений», хоча після події до Британського союзу фашистів долучилось багато нових членів.
Багато провідних британських комуністів брали участь у події. Комуністична активістка Гледіс Кібл, майбутня редакторка «Morning Star», та її чоловік Білл Кібл, який стане директором «Morning Star», обоє були участь у події. The Morning Star описала єврейського комуністичного активіста Макса Левітаса як «останнього, хто вижив у битві на Кейбл-стріт».
Між 1979 і 1983 роками на стіні Ратуші Степні була намальована велика фреска із зображенням цих подій. На Док-стріт встановлена червона табличка, яка вшановує інцидент.
До 75-ї річниці битви в жовтні 2011 року в Східному Лондоні були заплановані численні заходи, включаючи музику та марш. У 2016 році до 80-ї річниці битви відбувся марш. У марші брали участь ті, хто брали участь у самій битві.